# Stadtbad (Radeberg)

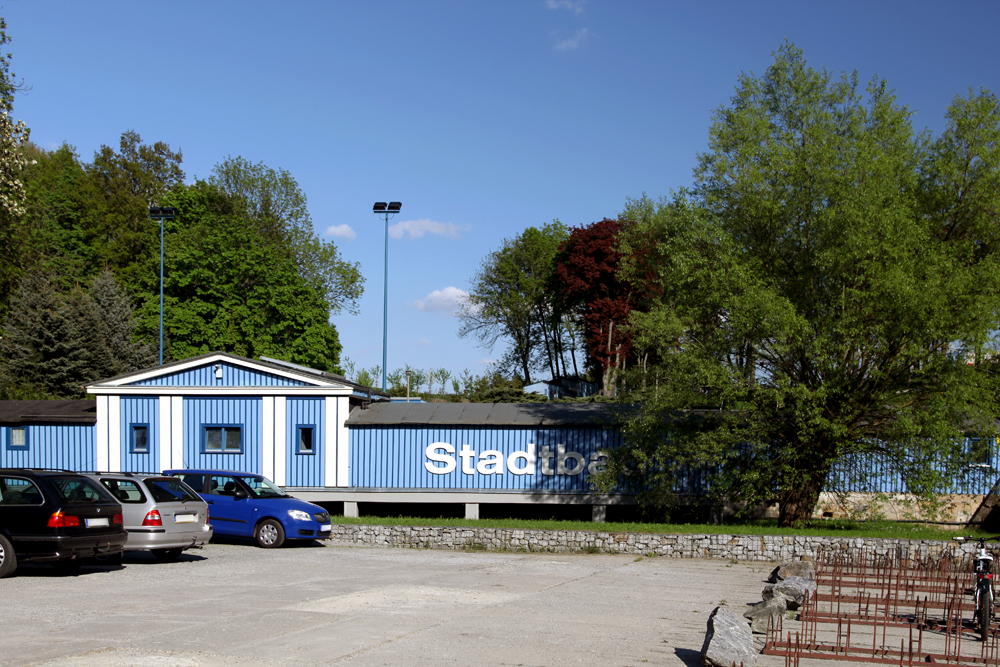
Hauptgebäude

Das Stadtbad ist das am 1. Juli 1913 eröffnete Freibad der Stadt Radeberg in Sachsen. Die Gebäude des Bades wie das Eingangshäuschen oder die Umkleidekabinen stehen unter Denkmalschutz und gelten als „nahezu authentisches Zeugnis der Bäderarchitektur aus der Zeit um 1900“. Ausgestattet ist es mit Schwimm- und Planschbecken, weitläufigen Liegeflächen sowie Spiel- und Sportmöglichkeiten. Neben dem Badebetrieb werden regelmäßig Veranstaltungen im Stadtbad durchgeführt. Seit 1998 ist der Verein Stadtbad Radeberg e. V. eigenständiger Betreiber der Anlage.

## Geschichte

### Erste Badestellen

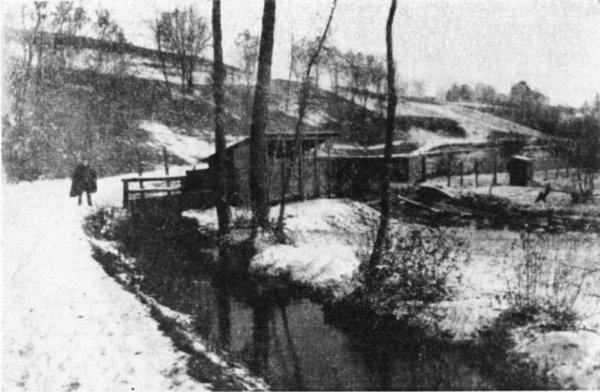
Badestelle (ca. 1905) im damals noch fast baumlosen Hüttertal

Ende des 19. Jahrhunderts war es üblich, streng getrennte Bademöglichkeiten für Männer und Frauen einzurichten. Im Jahr 1868 erfolgte auf Geheiß der Stadtverordneten eine Regelung der Badeplätze in Radeberg. Die Große Röder, die Schwarze Röder und die an ihnen verlaufenden Mühlgräben wurden angestaut, diese Stauanlagen nutzten sowohl die Besitzer der Mühlen als auch die Radeberger Bevölkerung zum Baden. 
Im Hüttertal, in der Nähe der Stelle, über die seit 2008 die Brücke der Ortsumgehung Großerkmannsdorf/Radeberg der S177 führt, existierte eine Badeanstalt für Männer und ältere Knaben. Für das Jahr 1868 ist die dortige Errichtung von einfachen Bretterverschlägen überliefert, welche als Umkleidekabinen dienten. Jungen unter 10 Jahren badeten im Mühlgraben der Herrenmühle, für Mädchen und Frauen war ein Platz an der Schwarzen Röder unweit der Mittelmühle vorgesehen. Das erste Badehaus Radebergs eröffnete 1883 im Hüttertal. Ein Männerbad wurde 1890 direkt am Wehr der Schlossmühle eingerichtet, dieser Standort wurde mit der Stadtverwaltung bis 1912 geregelt. Der Badeplatz für Frauen und Mädchen wechselte 1890 an das Wehr der Bergmühle, 1904 wurde ein zusätzlicher Frauenbadeort, wie der Männerplatz an der Schlossmühle gelegen, eingerichtet. Außerdem ist zur Jahrhundertwende in der Nähe der Schlossmühle die Existenz eines Militärbadeplatzes überliefert.
Erste Vorschläge zum Bau eines allgemeinen Stadtbades legte der 1897 gegründete Flussbäderausschuss im Jahr 1904 der Stadt Radeberg vor. Konkreter wurden diese Pläne im Jahr 1910, schließlich wurde 1911 der Bau des Bades beschlossen.

### Stadtbad

Stadtbad 1913

Der Bau des neuen Stadtbades am Lauf der Großen Röder an der heutigen Wasserstraße wurde im Jahr 1912 begonnen. Das Becken wurde mit Röderwasser aus dem Mühlgraben der Bergmühle gefüllt. Am 1. Juli 1913 wurde die Anlage mit einem Schwimmbecken feierlich eröffnet und der Bevölkerung übergeben. Ein Sprungturm aus Holz wurde 1914 errichtet, dieser wurde 1930 durch eine Konstruktion aus Stahl erneuert. In den 1960er Jahren wurde die Sprunganlage aufgrund der laut neuer Vorschriften zu geringen Beckentiefe demontiert. Das Gelände und die Gebäude des Bades wurden bis zum Ausbruch des Zweiten Weltkriegs ständig erweitert und ausgebaut. 
In den 1950er Jahren begann man aus hygienischen Gründen mit der Planung, die Füllung des Bades mit Röderwasser durch eine Trinkwasserbefüllung zu ersetzen. Pumpanlagen, Leitungssysteme und eine einfache Anlage zur Chlorung des Wassers wurden gebaut. Das Bad erhielt ein Kinderbecken, neue sanitäre Einrichtungen und eine Kläranlage. In den 1970er Jahren wurde das Schwimmbecken zu einem 50 Meter langen Wettkampfbecken ausgebaut. Außerdem wurden sämtliche Anlagen und Einrichtungen des Bades grundlegend erneuert. Die Versorgung der Badegäste übernahm ein eigener Kiosk im Bad.
Nach der Wende wurde das Bad erneut umfassend saniert. Die Anlage wurde 1999 behindertengerecht umgebaut. Der Schwimmerbereich wurde in den 2000er Jahren zu einer komplett mit Edelstahl ausgekleideten 2-Becken-Anlage erweitert, ebenso wurde das Planschbecken durch eine Edelstahlversion erneuert. Eine neue Wasserbehandlungsanlage wurde installiert, die Freiflächen und Außenanlagen wurden neu gestaltet.
Im Jahr 2015 konnte mit über 36.000 Gästen ein Besucherrekord verzeichnet werden. Der Tagesrekord wurde 2009 mit 1.723 Badegästen erreicht.

### Schwimmsport
Über viele Jahrzehnte gab es in Radeberg eine aktive und erfolgreiche Schwimmsportszene. Der erste Verein wurde 1914 gegründet, aber aufgrund des Kriegsausbruches bereits im selben Jahr wieder aufgelöst. Im Jahr 1920 gründeten sich der städtische Radeberger Schwimmverein (SVR) und der Arbeiterschwimmverein Freie Schwimmer. Durch die zahlreichen aktiven Sportler wurde die Entwicklung des Bades stark vorangetrieben. Bereits in den ersten Jahren konnten zahlreiche Kreis- und Sachsenmeisterschaften gewonnen werden. Außer im Schwimmsport waren die Vereine unter anderem im Wasserball und Rettungsschwimmen aktiv. Nach der Machtergreifung der NSDAP wurde der Arbeitersport verboten, zahlreiche Sportler wechselten in den SVR. Nach dem Zweiten Weltkrieg übernahm die Betriebssportgemeinschaft des Sachsenwerks die Organisation des Radeberger Schwimmsports, später übernahmen dies die Rafena-Werke und danach das Kombinat Robotron. Die Jubiläumsveranstaltung 70 Jahre Sportschwimmen in Radeberg im Jahr 1990 war die letzte größere Festlichkeit des Schwimmsports der Stadt. Aus finanziellen Gründen wurde die Sektion Schwimmen durch den Radeberger Sportverein im Jahr 1995 aufgelöst.

## Veranstaltungen

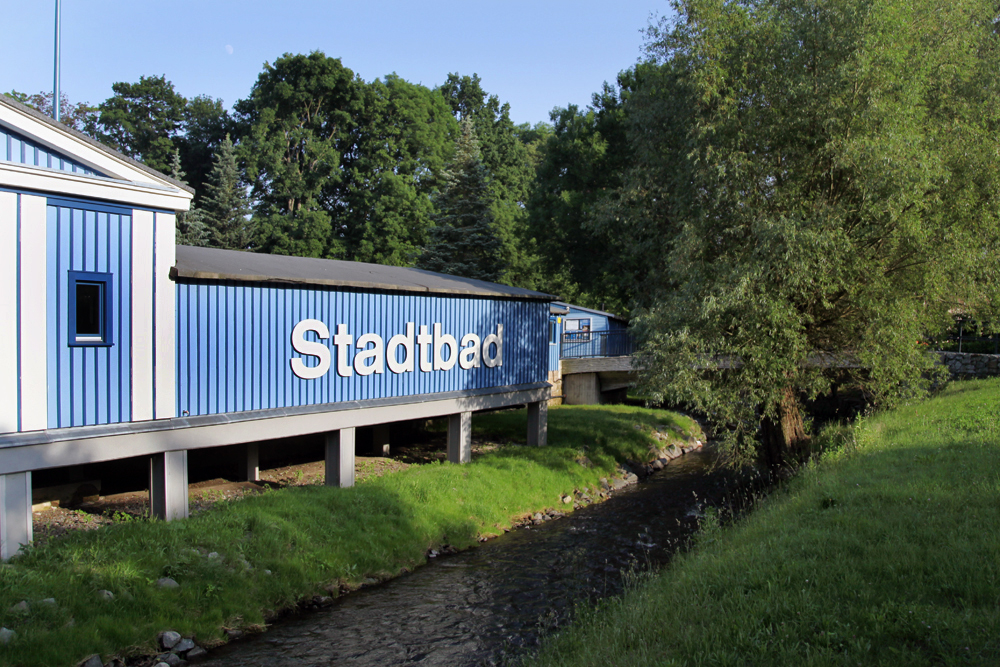
Die Große Röder vor dem Bad

Regelmäßig im Winter wird im Stadtbad ein Eisbaden durchgeführt. In den Sommermonaten werden regelmäßig Nachtbadeveranstaltungen unter Flutlicht veranstaltet. Die Schüler der Stadt schwimmen regelmäßig um den Wanderpokal der Radeberger Schulen. In verschiedenen Intervallen findet das Badfest Radeberg statt.
Von 2002 bis 2008 wurden im Stadtbad jährlich die Scottish Highland Games Radeberg veranstaltet. Dabei handelte es sich um eine volksfestartige Veranstaltung, welche jedes Jahr zahlreiche Kraftsportler und Zuschauer nach Radeberg lockte. Wettbewerbe wurden in typischen Disziplinen wie Baumstammwerfen (Tossing the caber), Gewichthochwurf (Weight for height) und Steinstoßen (Putting the stone) durchgeführt. Ab 2005 nahmen auch Frauen an den Wettkämpfen teil. Ursprünglich wurden die Highland Games im Rahmen des Badfestes veranstaltet, entwickelten sich aber zu einer eigenständigen Veranstaltungsreihe. Ab 2009 wurden die Highland Games nicht mehr auf dem Gelände des Stadtbads, sondern auf einem nahegelegenen Sportplatz durchgeführt. Im Jahr 2013 gab der Stadtbadverein die Ausrichtung der Wettbewerbe an einen anderen Veranstalter ab, da er die problemlose Durchführung der Wettkämpfe parallel zum regulären Badebetrieb nicht mehr garantieren konnte.
Der jährlich stattfindende Hüttertallauf, eine Volkslaufveranstaltung, die auf dem Radeberger Marktplatz startet und quer durch das Hüttertal führt, endet mit dem Zieleinlauf und der anschließenden Pokalverleihung im Stadtbad.